# 孟德尔·哈塔耶维奇
孟德尔·马尔科维奇·哈塔耶维奇（俄语：Ме́ндель Ма́ркович Хатае́вич，1893年3月10日（22日）—1937年10月30日）犹太裔，是苏联的政治家，曾担任乌共中央委员会第二书记。

## 生平
1893年，出生于贫穷的商贩家庭。
1913年，入党。
1917年，任俄国社会民主工党波兰委员会副主席。
1918年，任俄共萨马拉市委员会主席、戈梅利市委员会主席。
1921年，任俄共戈梅利省委书记。
1923年，任乌共敖德萨省委书记。
1924年，任全苏工会中央理事会组织分配部副部长。
1925年，任联共鞑靼省委书记。
1928年，任联共中伏尔加河省委第一书记。
1932年，任乌共中央第二书记。
1933年，任联共第聂伯罗彼得罗夫斯克省委第一书记。
1937年，大清洗中被捕处死。
1956年，平反。